# Vy

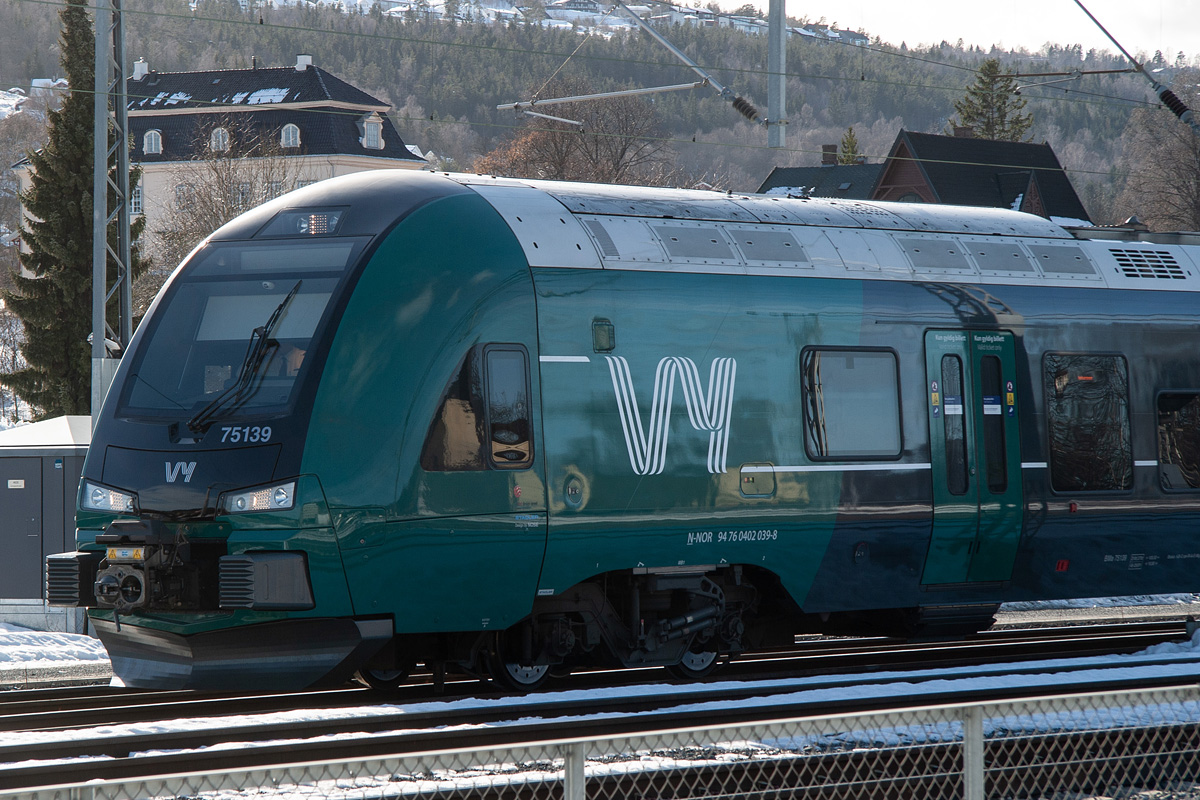
Stadler Flirt w barwach Vy

Vygruppen AS (w skrócie Vy) – przedsiębiorstwo transportowe, od 2019 świadczy usługi przewozów kolejowych w większości Norwegii oraz częściowo a terenie Szwecji. W 2019 roku dokonano rebrandingu, zmieniając nazwę przedsiębiorstwa z NSB na Vy.